# Theaceae
Theaceae, cunoscută și drept Camelliaceae, este o familie de plante cu flori din ordinul Ericales, ce cuprinde arbori și arbuști. Un exemplu de specie este camelia.

## Taxonomie
Familia cuprinde următoarele genuri:
La data de septembrie 2014, Angiosperm Phylogeny Website acceptă următoarele genuri:
- Apterosperma Hung T. Chang
- Camellia L., incluzând Piquetia (Pierre) H.Hallier, Thea L., Yunnanea Hu
- Dankia
- Franklinia Marshall
- Gordonia Ellis, incluzând Laplacea, Polyspora G.Don
- Pyrenaria Blume, incluzând Dubardella H.J.Lam, Glyptocarpa Hu, Parapyrenaria H.T.Chang, Sinopyrenaria Hu, Tutcheria Dunn
- Schima Blume
- Stewartia L., incluzând Hartia Dunn

Fosila Pentapetalum trifasciculandricus, datând de acum 91 milioane de ani, poate aparține familiei Theaceae sau Pentaphylacaceae.